# Рязанцево (станция)
Ряза́нцево — железнодорожная станция Ярославского региона Северной железной дороги, находящаяся в посёлке Рязанцево Ярославской области.

## История
Станция открыта в 1870 году на участке Александров — Ярославль, названа по близлежащему одноимённому посёлку.
В 1958 году, в ходе электрификации участка Александров — Ярославль-Главный, станция была электрифицирована на постоянном токе 3 кВ.

## Деятельность
Станция открыта для грузовой работы.
Коммерческие операции, выполняемые на станции:
- продажа пассажирских билетов[2];
- приём и выдача багажа[2];
- приём и выдача повагонных отправок грузов (открытые площадки)[2];
- приём и выдача повагонных и мелких отправок грузов (подъездные пути)[2];
- приём и выдача повагонных отправок грузов (крытые склады)[2].

## Инфраструктура
На станции 27 светофоров, 13 стрелочных переводов, пассажирское здание и склад ПЧ.
В середине станции расположены боковая и островная пассажирские платформы.
Турникетами не оборудован, перронный контроль не осуществляется.
На станции предусмотрено обслуживание подъездных путей.

## Характеристика путевого развития
| №  | Назначение путей                                                                           | Полезная длина | Вместимость в условных вагонах | Наличие на пути  | Наличие на пути | Наличие на пути   |
| №  | Назначение путей                                                                           | Полезная длина | Вместимость в условных вагонах | Электр. изоляции | Конт. сети      | Устр. АЛСН / САУТ |
| -- | ------------------------------------------------------------------------------------------ | -------------- | ------------------------------ | ---------------- | --------------- | ----------------- |
| I  | Главный. Приём, отправление и пропуск пассажирских и грузовых поездов обоих направлений.   | 877            | 60                             | есть             | есть            | есть / есть       |
| II | Главный. Приём, отправление и пропуск пассажирских и грузовых поездов чётного направления. | 917            | 63                             | есть             | есть            | есть / есть       |
| 3  | Приёмо-отправочный пассажирских и грузовых поездов обоих направлений.                      | 857            | 58                             | есть             | есть            | есть / есть       |
| 4  | Приёмо-отправочный пассажирских и грузовых поездов чётного направления.                    | 861            | 59                             | есть             | есть            | есть / есть       |
| 6  | Приёмо-отправочный пассажирских и грузовых поездов чётного направления.                    | 869            | 59                             | есть             | есть            | есть / есть       |
| 7  | Предохранительный тупик.                                                                   |                |                                | нет              | нет             | нет / нет         |
| 8  | Предохранительный тупик.                                                                   |                |                                | нет              | нет             | нет / нет         |

- Схематический план ст. Рязанцево

## Движение по станции
Через станцию проходит более 50 поездов в сутки в пригородном, местном и дальнем следовании.

### Дальнее сообщение
Поезда дальнего следования на станции не останавливаются. В сутки через станцию проходит около 20 пар поездов в дальнем следовании.

### Пригородное сообщение
С этой станции отправляются следующие пригородные поезда:
| № поезда           | Маршрут движения                         | № поезда           | Маршрут движения                        |
| ------------------ | ---------------------------------------- | ------------------ | --------------------------------------- |
| Пригородный № 6001 | Ярославль-Главный — Александров I 6.09   | Пригородный № 6004 | Александров I — Ярославль-Главный 9.25  |
| Пригородный № 6002 | Рязанцево — Ярославль (депо) 5.01        | Пригородный № 6013 | Ярославль (депо) — Рязанцево 22.51      |
| Пригородный № 6003 | Ярославль-Главный — Александров I 8.31   | Пригородный № 6006 | Александров I — Ярославль-Главный 14.37 |
| Пригородный № 6007 | Ростов-Ярославский — Александров I 13.43 | Пригородный № 6008 | Александров I — Ярославль (депо) 17.15  |
| Пригородный № 6009 | Ярославль-Главный — Александров I 18.01  | Пригородный № 6012 | Александров I — Ярославль-Главный 20.25 |

## Прилегающие перегоны

### Нечётное направление
- Рязанцево — Шушково, 13,0 км, двухпутный электрифицированный. По I главному пути односторонняя автоматическая блокировка для движения нечётных поездов; по II главному пути односторонняя автоматическая блокировка без проходных светофоров для движения чётных поездов. Перегон оборудован устройствами для движения поездов по неправильному пути по сигналам АЛСН.

### Чётное направление
- Рязанцево — Беклемишево, 11,0 км, двухпутный электрифицированный. По II главному пути односторонняя автоматическая блокировка для движения чётных поездов; по I главному пути односторонняя автоматическая блокировка без проходных светофоров для движения нечётных поездов. Перегон оборудован устройствами для движения поездов по неправильному пути по сигналам АЛСН. Вблизи чётной горловины станции расположен охраняемый железнодорожный переезд на пересечении с автодорогой.

## Интересные факты
- В 1894 году на эту станцию приезжал В. И. Ленин. Он направлялся в деревню Горки, где в усадьбе купца Ганшина подпольно печаталась книга «Что такое „друзья народа“ и как они воюют против социал-демократов?»[5][6][7][8].